# Союз ТМ
Союз-TM (T – транспортен, M – модернизиран) е четвърто поколение (1986–2002) на серията космически кораби Союз използвани за превоз на хора до орбиталната станция „Мир“ и Международната космическа станция.
В сравнение със Союз T, към „Союз ТМ“ е добавена нова система за скачване „Курс“ (вместо „Игла“), по-надеждна двигателна система, нови резервоари, по-лека парашутна система (с 40 %), нови двигатели за меко кацане и нова система за аварийно спасяване. Фабричната им номерация започва с номер 51. Годишно са произвeждани около 2-3 кораба.
Последният кораб от този версия е Союз ТМ-34, който е изстрелян 25 април 2002 г. и е каца на 10 ноември 2002 г.

## Части на Союз TM

### Орбитален модул (битов отсек) (БO)
Състои се от две полусфери, съединени с цилиндрична част. Има два люка: единия е свързва отсека със спускаемия апарат, а другия – с тунел, който се образува при скачването на кораба с друг космически кораб или космическа станция.

#### Особености
- Дължина: 2,98 m
- Mаксимален диаметър: 2,26 m
- Обитаем обем: 5 m³
- Maса: 1450 kg

### Спускаем апарат (СA)
С този модул става завръщането на екипажа на Земята. Капацитетът е до трима члена, облечени в скафандри и има перископ, чрез който може да се насочи корабът ръчно. Парашутите са от външната страна на капсулата. Тя има и малки ракети, работещи с водороден пероксид, за насочване на модула по време на навлизането му в атмосферата. Спускаемия апарат ограничава космонавтите да са с височина между 1,64 и 1,85 височина и 94 см в седнало положение, с тегло между 56 и 85 кг.

#### Особености
- Дължина: 2,24 m
- Максимален диаметър: 2,17 m
- Обитаем обем: 3,5 m³
- Maсa: 2850 kg

### Приборно-агрегатен отсек (ПAO)
В този модул са разположени основните дюзи на двигателя за контрол на положението на космическия кораб, както и захранващите го резервоари. Тук са разположени и слънчевите панели, които осигуряват електрическото захранване на кораба. Този модул се отделя от спускаемия апарат точно преди навлизането в атмосферата.

#### Особености
- Дължина: 2,26 m
- Максимален диаметър: 2,72 m
- Maсa: 2950 kg
- Maсa на горивото: 880 kg

## Спецификация
- Екипаж: 3
- Автономен полет: до 14 дни
- Дължина: 7,48 m
- Максимален диаметър: 2,72 m
- Разереност (cъс слънчевите панели): 10,6 m
- Жилищен обем: 8,5 m³
- Maсa: 7250 kg
- Основен двигател: KTDU-80
- Тяга на основния двигател: 3,92 kN
- Гориво: двуазотен четириокис и асиметричен диметилхидразин
- Маса без гориво: 6370 kg
- Импулс на основния двигател: 305 s
- Мощност на панелите: 0,6 кВт

## Mисии

### Безпилотни
- Союз ТМ-1

### Пилотирани
- Союз ТМ-2
- Союз ТМ-3
- Союз ТМ-4
- Союз ТМ-5
- Союз ТМ-6
- Союз ТМ-7
- Союз ТМ-8
- Союз ТМ-9
- Союз ТМ-10
- Союз ТМ-11
- Союз ТМ-12
- Союз ТМ-13
- Союз ТМ-14
- Союз ТМ-15
- Союз ТМ-16
- Союз ТМ-17
- Союз ТМ-18
- Союз ТМ-19
- Союз ТМ-20
- Союз ТМ-21
- Союз ТМ-22
- Союз ТМ-23
- Союз ТМ-24
- Союз ТМ-25
- Союз ТМ-26
- Союз ТМ-27
- Союз ТМ-28
- Союз ТМ-29
- Союз ТМ-30
- Союз ТМ-31
- Союз ТМ-32
- Союз ТМ-33
- Союз ТМ-34